# El Cachafaz
El Cachafaz (lunfardo för slyngel, tölp), egentligen Ovidio José Bianquet, född 14 februari 1885, död 7 februari 1942, även kallad "Benito", en av tidernas mest berömda argentinska tangodansare. Han medverkade 1933 i filmen Tango, där han dansar med sin då knappt tjugoåriga partner Carmencita Calderón. En bister uppsyn varhelst han framträdde var ett av hans kännemärken.